# Spregamore
Spregamore è una frazione di Roma Capitale (zona "O" 82), situata in zona Z. XXIII Castel di Leva, nel territorio del Municipio Roma IX (ex Municipio Roma XII).
Sorge al diciassettesimo km di via Ardeatina, fra le frazioni di Falcognana a nord e di Santa Palomba a sud.

## Odonimia
Con via di Spregamore, che collega la frazione a via Ardeatina, le strade di Spregamore sono tutte dedicate a comuni campani.

## Storia
La zona di Spregamore, durante la Seconda Guerra Mondiale, è stata teatro di alcune azioni partigiane ai danni degli occupanti tedeschi. Nei campi dell'area si trova il "Ponte delle Sette Luci", la cui storia è legata alla Resistenza italiana. La notte tra il 20 e il 21 dicembre del 1943, il ponte fu infatti il luogo di un sabotaggio da parte delle formazioni partigiane locali, guidate da Pino Levi Cavaglione, le quali fecero esplodere il ponte tramite la detonazione di 28 chili di esplosivo. Il sabotaggio, che avvenne nel mentre che il ponte era percorso da un treno di soldati tedeschi, causò la morte di circa 400 soldati.
Le azioni di sabotaggio compiute in quelle settimane causarono importanti danni logistici alle forze d'occupazione, e furono tanto efficaci da far temere ai tedeschi che fossero compiute da parte di paracadutisti britannici. Il CLN romano, per timore di rappresaglie contro la popolazione locale, ritenne non darne notizia sulla stampa clandestina e di lasciar credere questa versione. Le vicende sono state inoltre raccontate nel film "Un Giorno da Leoni", di Nanni Loy.